# Foveosculum liberianum
Foveosculum liberianum là một loài tò vò trong họ Ichneumonidae.